# 西知多総合病院
西知多総合病院（にしちたそうごうびょういん）は、愛知県東海市にある公立の医療機関。

## 概要

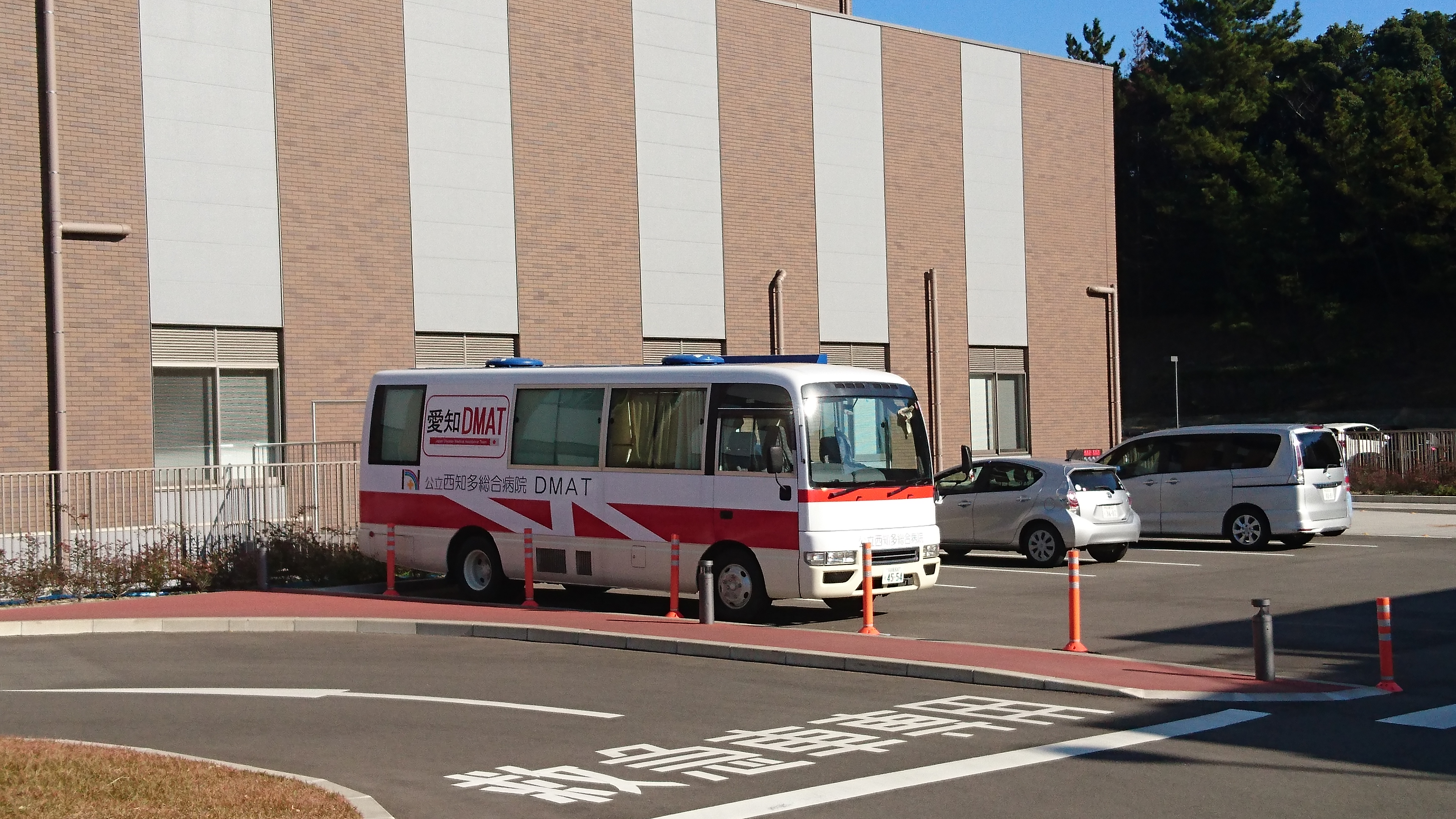
DMAT車両

東海市民病院と知多市民病院を統合する形で開設され、東海市と知多市で構成される一部事務組合の西知多医療厚生組合が運営する形で開院した。
知多半島北西部の中核病院で、急性期医療に重点を置く方針を掲げているため、開院時から地域医療機関の紹介状の無い一般の外来患者の受け入れは行わない形で運営されることになった。
東海市民病院の跡地に建設された免震構造となっている鉄骨造り地下1階・地上9階建て延床面積約52,300m2の建物で、屋上には患者の搬送などに用いるヘリポートが設置されている。
DMAT指定医療機関であり、DMAT専用車両を1台保有している。
映画『君の膵臓をたべたい』（2017年）で主人公・桜良が入院しているシーンが当院で撮影された。

## 年表
- 2008年（平成20年）7月8日 - 東海市・知多市医療連携等あり方検討会を設置。
- 2011年（平成23年）4月 - 新病院建設基本構想・基本計画を策定。
- 2013年（平成25年）7月 - 建設工事に着手。
- 2015年（平成27年）
  - 3月15日 - 竣工式[4]。
  - 5月1日 - 開院[1]。
  - 9月30日 - 愛知県より災害拠点病院の指定を受ける[6]。

## 診療科目
- 内科
- 呼吸器内科
- 消化器内科
- 循環器内科
- 腎臓内科
- 精神科
- 内分泌・代謝内科
- 血液内科
- 外科
- 呼吸器外科
- 消化器外科
- 血管外科
- 乳腺外科
- 緩和ケア外科
- 脳神経外科
- 形成外科
- 精神科
- 整形外科
- 小児科
- 産婦人科
- 眼科
- 耳鼻咽喉科
- 泌尿器科
- 皮膚科
- 神経内科
- 歯科口腔外科
- リハビリテーション科
- 放射線科
- 救急科
- 麻酔科

## 交通アクセス
詳細は公式サイトの交通アクセスを参照。
東海市の「らんらんバス」と知多市の「あいあいバス」という運営する両市の循環バスが、2015年（平成27年）5月3日から正面玄関まで乗り入れを開始。この循環バスにより名鉄太田川駅や朝倉駅、巽ヶ丘駅などの主要駅と接続された。
また、名鉄朝倉駅、新舞子駅（朝倉駅経由）からのシャトルバスも運行されている。南加木屋駅、太田川駅からもシャトルバスが運行されていたが新駅開業に伴い2024年（令和6年）7月31日をもって廃止された。
当院から東側に約250mの場所への名鉄河和線の新駅の設置は、1984年（昭和59年）から東海市と名古屋鉄道の間で協議が行われてきたが、当院の開院を受けて2015年（平成27年）9月8日に両者間で正式に合意された。この新駅は高横須賀駅 - 南加木屋駅から共に約1.4250kmの中間地点とされており、事業費は全額東海市側が負担することで合意した。2020年（令和2年）2月、名鉄と東海市が新駅設置に関する基本協定を締結。2022年（令和4年）12月22日、新駅名が加木屋中ノ池駅（副駅名：公立西知多総合病院前）となることが名鉄から発表された。2024年（令和6年）3月16日開業。
徒歩の場合、加木屋中ノ池駅から連絡通路で約3分。少し遠くなるが尾張横須賀駅からも徒歩でアクセスできる。